# Mesothen inconspicuata
Mesothen inconspicuata là một loài bướm đêm thuộc phân họ Arctiinae, họ Erebidae.